# Playa de Xilo
Lpla playa de Xilo, también conocida como playa de Veneiro, se encuentra en el concejo asturiano de Muros de Nalón y pertenece a la localidad de El Castiello (España).
El grado de urbanización y de ocupación es medio-alto.

## Descripción
Es una de las pocas playas de la Costa Central asturiana que presenta protección desde el punto de vista medioambiental, estando catalogada como ZEPA, LIC.
Para acceder a la playa hay que localizar los núcleos de población más cercanos, que en este caso son: El Castiello, Muros de Nalón y Aguilar (al oeste de Xiló) y puede accederse a la playa mediante unas escaleras que están en la base de un mirador pequeño que hay en esa zona. Otro acceso para la playa es tomar «la senda de los Miradores» que va siguiendo la costa desde este lugar hasta las Playas de Garruncho y La Guardada que es la última playa del concejo de Muros de Nalón hacia la zona oriental.
Durante las horas de pleamar el acceso hay que hacerlo atravesando el pedrero de cantos rodados que hay en la parte trasera de la playa. Se recomienda visitar el yacimiento medieval de «El Castiellu». Otra actividad recomendada es la pesca deportiva a caña. También hay que tener en cuenta que en la margen derecha de la playa hay un conglomerado de arena y piedras que queda aislado en las horas de la pleamar por lo cual es recomendable estar atentos a este horario.